# Rhett Rakhshani
Rhett Thomas Rakhshani, född 6 mars 1988 i Orange, Kalifornien, är en amerikansk-iransk före detta professionell ishockeyspelare. Rakhshani spelade universitetshockey i Denver från 2006 till 2010. 2010 draftades av NHL-klubben New York Islanders i den fjärde rundan som 100:e spelare totalt. Därefter tillbringade han två säsonger med Islanders farmarlag Bridgeport Sound Tigers i AHL. Under denna period spelade han sju NHL-matcher för Islanders. Inför säsongen 2012/13 skrev han på för HV71 i SHL (dåvarande Elitserien). Därefter spelade han under två säsonger i Växjö Lakers HC, med vilka han vann ett SM-guld 2015, innan han tillbringade säsongen 2015/16 med Linköping HC. 2016 skrev han på för sin fjärde SHL-klubb, Malmö Redhawks, som han tillbringade två säsonger med.
I juni 2018 bekräftades det att han skrivit på ett tvåårskontrakt med Frölunda HC, som han vann sitt andra SM-guld med säsongen 2018/19. Efter två säsonger med Frölunda blev Rakhshani klar för sin sjätte SHL-klubb i november 2020 då han värvats av Djurgårdens IF. Efter att Djurgården degraderats till Hockeyallsvenskan 2022 lämnade Rakhshani Sverige, efter nio säsonger i SHL, för spel med den tyska klubben Grizzly Adams Wolfsburg i DEL. I december samma år meddelade han att han valt att avsluta sin spelarkarriär.
Rakhshani är av iransk-tysk-mexikansk-amerikansk härkomst och har representerat USA:s landslag i både ungdoms- och juniorsammanhang. 2006 vann han guld under U18-VM i Sverige.

## Karriär

### Klubblagskarriär

#### 2006–2012: Början av karriären i Nordamerika
Rakhshani draftades 2006 i den fjärde rundan, som 100:e spelare totalt, av New York Islanders. Säsongen 2006/07 började Rakhshani spela med University of Denver i NCAA. Under sitt första år med laget vann han den interna assistligan och noterades för totalt 36 poäng på 40 matcher (10 mål, 26 assist). Året därpå vann han mästerskapet med Denver och var en av lagets mest framträdande spelare offensivt (14 mål, 14 assist). 2008/09 utsågs han till assisterande lagkapten och var lagets ledande målskytt tillsammans med Tyler Ruegsegger och Luke Salazar och slutade på andra plats i lagets interna poängliga (37 poäng). 2009/10 blev Rakhshanis sista säsong med Denver och han vann lagets interna poängliga med 50 poäng på 41 matcher (21 mål, 29 assist). Inför säsongen utsågs han till ny lagkapten. Han vann lagets interna assistliga och blev tvåa i lagets skytteliga. I slutet av mars 2010 skrev Rakhshani ett avtal med New York Islanders i NHL och avslutade säsongen med klubbens farmarlag Bridgeport Sound Tigers i AHL. Han gjorde AHL-debut den 2 april 2010 och noterades för två assistpoäng under de tio sista matcherna av säsongen.
Under säsongen 2010/11 var Rakhshani ordinarie i Sound Tigers och noterades för sitt första mål i AHL den 16 oktober 2010, på Chad Johnson, i en 2–1-förlust mot Connecticut Whale. Den 13 december 2010 blev han uppkallad till Islanders och gjorde sin NHL-debut i en bortamatch mot Nashville Predators, där klubben förlorade med 5–0. Totalt spelade han under säsongen två matcher för Islanders. För Sound Tigers spelade han 66 matcher och stod för 62 poäng (24 mål, 38 mål) och vann lagets interna poängliga. Dessutom var han säsongens poängbästa rookie i AHL. Under säsongens gång gjorde han hat trick vid två tillfällen: i en 5–1-seger mot Portland Pirates den 25 mars 2011 och i en 2–6-seger mot Springfield Falcons den 5 april samma år. Han blev dessutom uttagen till både AHL:s All Star-match och AHL:s All Rookie-lag.
Säsongen därpå inledde Rakhshani som reserv för Islanders i NHL. Han spelade dock aldrig nån match för laget i inledningen av säsongen. Han spelade sin första match för säsongen den 20 november 2011 efter att ha blivit nedskickad till Sound Tigers i AHL. Under denna säsong snittade han en poäng per match i AHL – 49 poäng på 49 matcher under AHL:s grundserie. Sound Tigers slutade på första plats i Northeast Division, men slogs i det efterföljande Calder Cup-slutspelet ut i den första rundan av Connecticut Whale med 3–0 i matcher. I NHL spelade han fem grundseriematcher för Islanders, dock utan att göra några poäng.

#### 2012–2016: Flytt till Europa och SM-guld

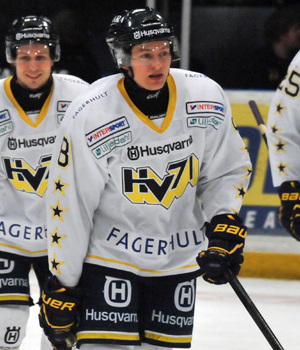
Rakhshani med HV71, 2013.

Inför säsongen 2012/13 lämnade Rakhshani Nordamerika för spel i SHL (dåvarande Elitserien). Den 19 juni 2012 skrev han på ett ettårskontrakt med HV71. Han spelade sin första SHL-match och gjorde HV71:s första mål för säsongen, på Alexander Salák, i en 2–3-seger mot Färjestad BK. Rakhshani blev tvåa i lagets interna poängliga med 39 poäng på 52 grundseriematcher. I SM-slutspelet slogs HV71 ut i kvartsfinalserien mot Linköping HC med 4–1 i matcher.
Efter en säsong i HV71 skrev Rakhshani den 4 april 2013 på ett tvåårskontrakt för Växjö Lakers HC. Han slutade på andra plats i lagets interna poängliga, detta trots att han gick poänglös ur grundseriens första åtta omgångar. På 55 matcher noterades han för 38 poäng, varav 13 mål, och hjälpte laget att ta sig till SM-slutspel för första gången i klubbens historia. Laget slutade på tredje plats i grundserien och slog i kvartsfinal ut Luleå HF med 4–2 i matcher, innan man själva besegrades av Färjestad BK med samma siffror. Rakhshani var i slutspelet, näst efter Alexander Johansson, lagets poängmässigt bästa spelare. På tolv matcher noterades han för tre mål och sex assistpoäng. Rakhshanis poängproduktion var under grundserien 2014/15 medioker, sett till de två föregående säsongerna, med 18 poäng på 52 matcher (sex mål, tolv assist). Han höjde sig dock i det efterföljande slutspelet och vann till slut SM-guld med Lakers sedan man vunnit finalserien mot Skellefteå AIK med 4–2 i matcher. På 18 matcher stod han för tolv poäng (åtta mål, fyra assist) och var bland lagets främsta poängplockare.
Den 31 maj 2015 meddelade Linköping HC att Rakhshani skrivit på för ett år med klubben. Den 16 september samma år debuterade han för Linköping i SHL. Han gjorde sina två första SHL-mål för klubben den 1 oktober när laget besegrade Brynäs IF med 4–3 efter straffläggning. I den efterföljande matchen, två dagar senare, ådrog Rakhshani sig en knäskada och blev borta från spel i drygt en månad. Just som knäet blivit bättre skadade han handen och gjorde inte comeback förrän den 10 december. Han hade då missat 19 matcher av grundserien. Den 23 januari 2016 gjorde Rakhshani sitt första hat trick i SHL då han noterades för tre mål i en 5–0-seger mot Frölunda HC. På 33 grundseriematcher stod han för 29 poäng, varav 14 mål. Linköping, som slutade på tredje plats i grundserien, slogs i SM-slutspelet ut i kvartsfinal av Rakhshanis tidigare klubb Växjö Lakers med 4–2 i matcher.

#### 2016–2022: Fortsatt spel i SHL och flytt till Tyskland

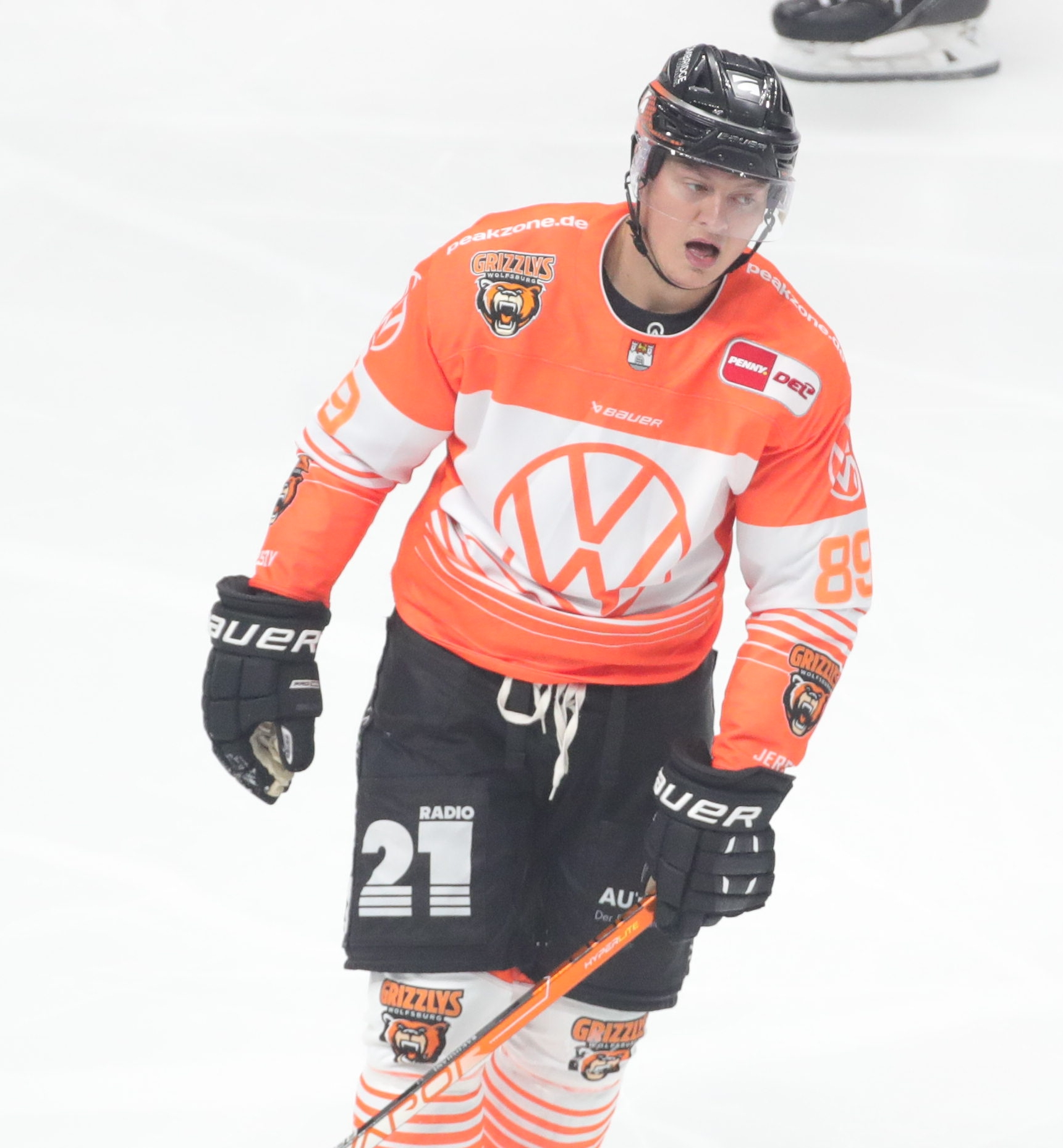
Rakhshani under sin sista säsong, med Grizzly Adams Wolfsburg.

Den 1 juni 2016 meddelade Malmö Redhawks att Rakhshani skrivit på ett tvåårskontrakt med klubben. Han anslöt till klubben i oktober 2016 och missade således inledningen av grundserien. På 41 grundseriematcher noterades han för 27 poäng, varav 15 mål. I SM-slutspelet slog laget ut Luleå HF i play-in (2–0) och Växjö Lakers i kvartsfinalserien (4–2), innan man besegrades i semifinalserien av HV71 med 4–1 i matcher. Tillsammans med Robin Alvarez var Rakhshani lagets främsta målskytt i slutspelet (5). På 13 matcher noterades han för åtta poäng. Under sin andra säsong i klubben skadade sig Rakhshani under grundseriepremiären och var därefter borta från spel fram till mitten av november 2017. Han missade 14 matcher under denna period. Trots detta vann han Malmös interna poäng- och assistliga då han på 37 matcher noterades för 31 poäng (22 assist). Även i det efterföljande slutspelet vann han lagets interna poängliga. På tio matcher stod han för sex poäng då Malmö för andra året i följd slogs ut i semifinal.
Den 28 juli 2018 bekräftades det att Rakhshani skrivit ett tvåårsavtal med Frölunda HC. Laget slutade på tredje plats i grundserietabellen och slog sedan ut Malmö Redhawks och Luleå HF i kvarts-, respektive semifinal. I finalserien besegrade Frölunda Djurgårdens IF med 4–2 i matcher. Rakhshani vann sitt andra SM-guld och noterades för 17 poäng i slutspelet (4 mål, 13 assist), vilket gav honom en andraplats i slutspelets poängliga. Under sin andra säsong i Frölunda hade Rakhshani en brokig sluttamp med klubben. Den 25 januari 2020 ådrog han sig en skada under en match mot Malmö, vilken höll honom borta från spel i åtta matcher. Vid sin comeback den 25 februari samma år ådrog han sig ett matchstraff och en anmälan till disciplinnämnden där han blev avstängd i de två följande matcherna. I början av mars 2020 blev han åter anmäld till disciplinnämnden, denna gång för slewfoot, vilket gjorde att han missade de tre avslutande matcherna av grundserien. SM-slutspelet ställdes in på grund av Covid-19-pandemin.
Den 15 november 2020 meddelade Djurgårdens IF att man skrivit ett ettårsavtal med Rakhshani. Under säsongens gång blev han lagets näst bästa poängplockare i grundserien med 28 gjorda poäng på 35 matcher (11 mål, 17 assist). Efter att Djurgården slagits ut i det efterföljande SM-slutspelet meddelades det den 11 maj 2021 att Rakhshani förlängt sitt avtal med klubben med ytterligare två säsonger. Inför säsongen 2021/22 utsågs han till en av de assisterande lagkaptenerna i laget. Rakhshani spelade 50 av grundseriens 52 matcher och stod för 26 poäng, varav 11 mål. Djurgården slutade näst sist i grundserietabellen och tvingades till kvalspel mot Timrå IK för att säkra nytt SHL-kontrakt. Timrå vann samtliga fyra matcher som spelades och Djurgården flyttades därför ner till Hockeyallsvenskan. På dessa fyra matcher gick Rakhshani poänglös.
Den 26 maj 2022 bekräftades det att Rakhshani lämnat Sverige och SHL för spel i den tyska klubben Grizzly Adams Wolfsburg i DEL, med vilka han skrivit ett ettårskontrakt. Han hann spela 21 matcher för klubben och stod på dessa matcher för fem mål och sju assistpoäng. I mitten av december 2022 meddelade Rakhshani att han valt att avsluta sin spelarkarriär då hans fru drabbbats av cancer.

### Landslagskarriär
2006 blev Rakhshani uttagen till USA:s U18-landslag när VM avgjordes i Sverige. USA vann sin grupp och blev därmed klara för semifinalspel. Väl där ställdes man Tjeckien och gick tidigt upp till en 3–0-ledning efter bland annat ett mål av Rakhshani. Tjeckien lyckades dock kvittera USA:s ledning, men man vann ändå till slut med 4–3 efter förlängning. I finalen, mot Finland, kvitterade Rakhshani Finlands 1–0-ledning och USA vann sedan matchen, och mästerskapet, med 1–3. På sex matcher stod Rakhshani för sex poäng (fem mål, en assist).
2008 spelade han JVM i Tjeckien där USA vann samtliga av sina matcher i gruppspelet och därmed blev direktkvalificerade till semifinal. Där föll man dock mot Kanada, som senare vann guld, med 1–4. Även i bronsmatchen förlorade USA, mot Ryssland med 2–4. På sex matcher noterades Rakhshani för fyra poäng (två mål, två assist).

## Statistik

### Klubbkarriär
| 2006–07    | University of Denver    | NCAA       | 40  | 10  | 26  | 36  | 38  | —  | —  | —  | —  | —  |
| 2007–08    | University of Denver    | NCAA       | 37  | 14  | 14  | 28  | 52  | —  | —  | —  | —  | —  |
| 2008–09    | University of Denver    | NCAA       | 38  | 15  | 22  | 37  | 50  | —  | —  | —  | —  | —  |
| 2009–10    | University of Denver    | NCAA       | 41  | 21  | 29  | 50  | 40  | —  | —  | —  | —  | —  |
| 2009–10    | Bridgeport Sound Tigers | AHL        | 5   | 0   | 2   | 2   | 2   | 5  | 0  | 0  | 0  | 2  |
| 2010–11    | Bridgeport Sound Tigers | AHL        | 66  | 24  | 38  | 62  | 32  | —  | —  | —  | —  | —  |
| 2010–11    | New York Islanders      | NHL        | 2   | 0   | 0   | 0   | 0   | —  | —  | —  | —  | —  |
| 2011–12    | Bridgeport Sound Tigers | AHL        | 49  | 20  | 29  | 49  | 42  | 3  | 1  | 0  | 1  | 0  |
| 2011–12    | New York Islanders      | NHL        | 5   | 0   | 0   | 0   | 2   | —  | —  | —  | —  | —  |
| 2012–13    | HV71                    | Elitserien | 52  | 14  | 25  | 39  | 46  | 5  | 1  | 4  | 5  | 4  |
| 2013–14    | Växjö Lakers HC         | SHL        | 55  | 13  | 25  | 38  | 26  | 12 | 3  | 6  | 9  | -  |
| 2014–15    | Växjö Lakers HC         | SHL        | 51  | 6   | 12  | 18  | 37  | 18 | 8  | 4  | 12 | 8  |
| 2015–16    | Linköping HC            | SHL        | 33  | 14  | 15  | 29  | 14  | 5  | 0  | 1  | 1  | 2  |
| 2016–17    | Malmö Redhawks          | SHL        | 41  | 15  | 12  | 27  | 22  | 13 | 5  | 3  | 8  | 8  |
| 2017–18    | Malmö Redhawks          | SHL        | 37  | 9   | 22  | 31  | 24  | 10 | 2  | 4  | 6  | 10 |
| 2018–19    | Frölunda HC             | SHL        | 38  | 9   | 12  | 21  | 30  | 16 | 4  | 13 | 17 | 6  |
| 2019–20    | Frölunda HC             | SHL        | 36  | 10  | 15  | 25  | 57  | —  | —  | —  | —  | —  |
| 2020–21    | Djurgårdens IF          | SHL        | 35  | 11  | 17  | 28  | 33  | 3  | 1  | 1  | 2  | 2  |
| 2021–22    | Djurgårdens IF          | SHL        | 50  | 11  | 15  | 26  | 14  | 4  | 0  | 0  | 0  | 2  |
| 2022–23    | Grizzly Adams Wolfsburg | DEL        | 21  | 5   | 7   | 12  | 4   | —  | —  | —  | —  | —  |
| SHL totalt | SHL totalt              | SHL totalt | 428 | 112 | 170 | 282 | 303 | 86 | 24 | 36 | 60 | 54 |
| AHL totalt | AHL totalt              | AHL totalt | 120 | 44  | 69  | 113 | 76  | 8  | 1  | 0  | 1  | 2  |

### Internationellt
| År            | Lag           | Turnering     | Matcher | Mål | Assists | Poäng | Utv. |
| ------------- | ------------- | ------------- | ------- | --- | ------- | ----- | ---- |
| 2006          | USA           | U18-VM        | 6       | 5   | 1       | 6     | 4    |
| 2008          | USA           | JVM           | 6       | 2   | 2       | 4     | 2    |
| Junior totalt | Junior totalt | Junior totalt | 12      | 7   | 3       | 10    | 6    |